# Discours principal
Pour les articles homonymes, voir Keynote.
Dans une conférence, un discours principal ou discours d'ouverture (en anglais, keynote) est un discours qui établit le thème principal ou le cadre de l'événement. Une grande importance est accordée à la présentation d'un discours principal. La personne qui livre le discours principal est appelé l'orateur principal. Fréquemment, le rôle de l'orateur principal comprendra celui de modérateur de l'événement.
Lors de réunions politiques ou industrielles et lors de congrès scientifiques, le discours principal donne le ton sous-jacent et résume le message principal ou la révélation la plus importante de l'événement. Les discours principaux sont également prononcés lors des cérémonies de remise des diplômes des collèges, des universités et des grandes écoles secondaires, généralement par des universitaires accomplis ou des célébrités invitées par le corps étudiant.
Les orateurs des discours principaux sont souvent choisis pour susciter l'intérêt pour un événement particulier, comme une conférence ou une grande réunion parrainée par une société ou une association, et pour attirer les participants à cet événement. Le choix d'un orateur principal qui est bien connu pour son expertise dans un domaine particulier, ou dont le nom est largement reconnu en raison d'autres réalisations, suscitera l'enthousiasme des participants potentiels pour une réunion ou une conférence.
Un orateur de discours principal peut travailler de manière indépendante, être représenté par un bureau de conférenciers ou par un nouveau modèle participatif tel que le site web speakerwiki. Dans le cas où un orateur est représenté par un bureau de conférenciers traditionnel, une commission, généralement de 25 à 30 %, est due au bureau ; toutefois, celle-ci est traditionnellement et éthiquement absorbée par l'orateur plutôt que par le client, de sorte que les honoraires sont transparents pour le client.
Le terme anglais keynote vient de la pratique des chanteurs a cappella, tels que les chanteurs de doo-wop ou de barbershop, qui jouent une note avant de chanter. La note jouée détermine la tonalité dans laquelle la chanson est interprétée.

## Aux États-Unis
Certains des discours principaux les plus célèbres aux États-Unis sont ceux prononcés lors des congrès des partis pendant les campagnes présidentielles des démocrates et des républicains (en). Les orateurs principaux de ces événements ont souvent acquis une renommée ou une notoriété nationale ; par exemple, Barack Obama lors de la convention nationale démocrate de 2004 (en). Ces orateurs ont parfois influencé le déroulement de l'élection. Dans l'arène commerciale, Steve Jobs a prononcé des discours principaux influents lors de lancements de produits, systèmes et services d'Apple, et l'ancien candidat présidentiel Al Gore a prononcé un discours principal qui a été monté dans le film documentaire Une vérité qui dérange (2006).